# Heinrich August Steinberg

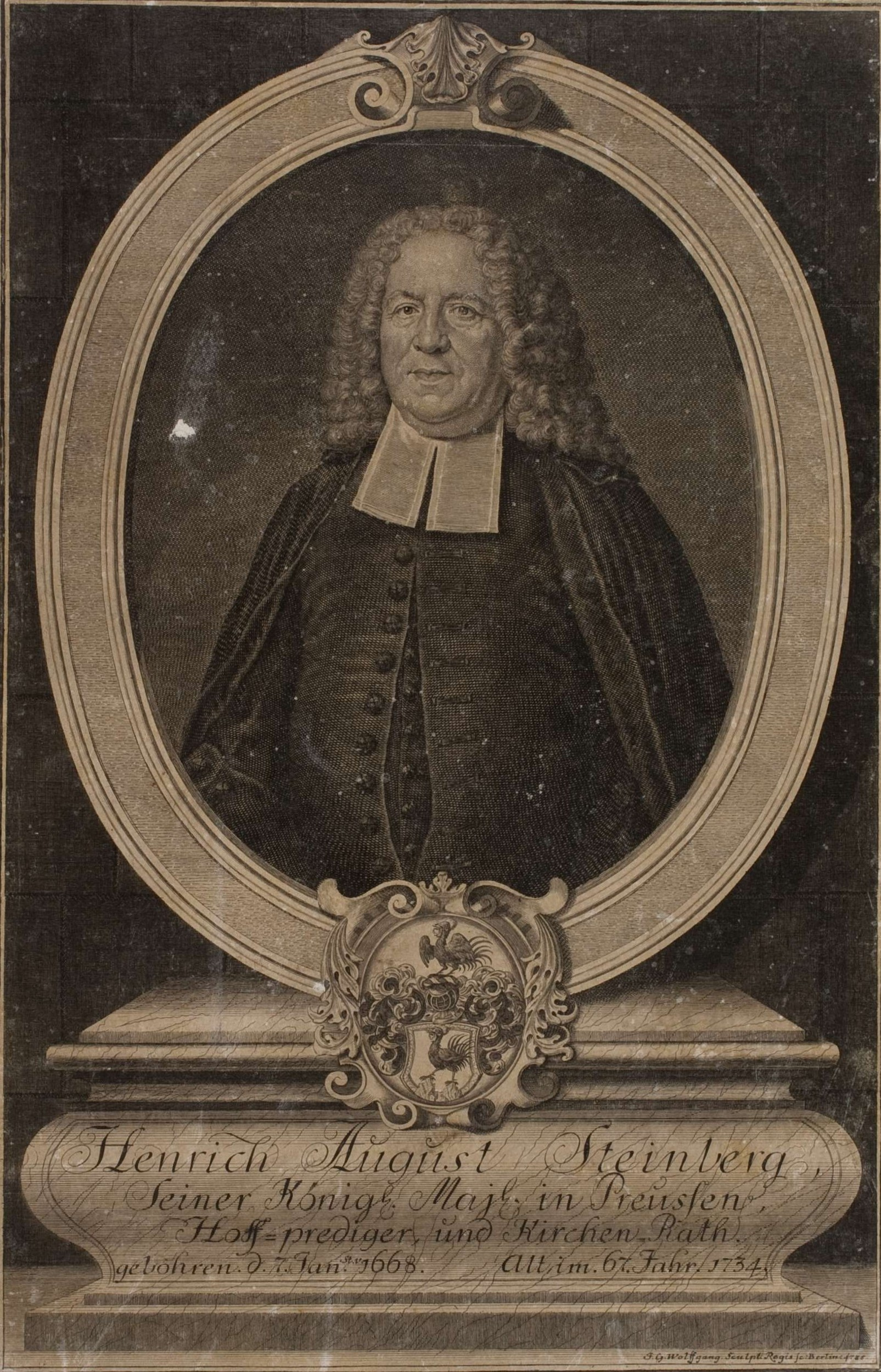
Johann Georg Wolfgang (Kupferstecher): Heinrich August Steinberg, 1735

Heinrich August Steinberg (* 7. Januar 1668 in Herborn; † 9. April 1749 in Berlin) war ein deutscher evangelisch-reformierter (Hof-)Prediger, Kommissar für das Armenwesen, Inspektor reformierter Schulen und Kirchen in Berlin, Kirchenrat und Autor. Er hatte Verdienste um eine geringe aber nachwirkende Verbesserung des Armenwesens im neu entstandenen Königreich Preußen. Als Hofprediger stand er in hohem Ansehen.

## Leben
Heinrich August war ein Sohn des Theologen Johann Melchior Steinberg. Er ging in seiner Geburtsstadt Herborn aufs Gymnasium und danach auf die Herborner Universität. Unter Nicolaus Gürtler studierte er bis 1687 Theologie. In Heidelberg setzte er nun sein Studium unter Johann Ludwig Fabricius und Johannes Friedrich Mieg d. Ä. fort. Durch die Geschehnisse im Dreißigjährigen Krieg ist seine Matrikel an der im weiteren Zeitverlauf schwer beschädigten Universität nicht (mehr) vorhanden.
Er bereiste nun Holland und besuchte einige Universitäten des Landes. 1691/92 wurde er Hofprediger bei der verwitweten Gräfin von Solms-Laubach. Nach deren Tod im Jahr 1694 wurde er in Friesland Hofprediger der verwitweten Fürstin von Nassau-Oranien. Diese wiederum verstarb im Jahr 1696. Wahrscheinlich begünstigt durch die guten verwandtschaftlichen Beziehungen zwischen den Hohenzollern und dem Haus Oranien-Nassau erfolgte im Jahr 1697 durch den brandenburgischen Kurfürsten der Ruf Steinbergs als kurfürstlich-brandenburgischen Legationsprediger nach Paris. Weitere Berufungen erfolgten im Jahr 1700 zum Prediger an der Schloss- und Domkirche in Halle, im Jahr 1705 zum Hofprediger und Assessor des Neumärkischen Konsistoriums nach Küstrin und im Jahr 1709 als Nachfolger Moritz Seligs zum Prediger in Berlin.
In Berlin erwarb er sich unter den oft verwandtschaftlich mit ihm verbundenen Hofpredigern großen Respekt, beispielsweise im Jahr 1713 in einer Sonntagspredigt durch eine implizite, biblisch angehauchte Kritik an der strikten Sparpolitik Friedrich Wilhelms I. Im April 1720 wurde er ebenda Kirchenrat, später Kommissar für das Armenwesen, im Jahr 1731 (mit Jablonski und Noltenius) Inspektor Alumnorum (deutsch: Inspektor der Studierenden) und im November 1736 Inspektor reformierter Berliner Schulen und Kirchen.
Viele seiner Ressourcen investierte Steinberg in die Verbesserung des Armenwesens, das im Zuge des Ausbaus des damals absolutistischen Staats verstaatlicht, bürokratisiert aber nicht ausreichend finanziert wurde und daher eine mögliche Gefahr für jedermann darstellte, unter ungünstigen Umständen in die völlige Armut abzurutschen. Sein nächster Schritt war eine wesentliche, wenn auch noch nicht zureichende Verbesserung des Ausbaus der Waisenhäuser. Aber er trug zum ein Bewusstsein der vollständigen Verantwortlichkeit des Staates über Arme bei, wie es sich dann auch im Jahr 1794 im preußischen Landrecht herausbildete.

„Dem Staat kommt es zu, für die Ernährung und Verpflegung derjenigen Bürger zu sorgen, die sich ihren Unterhalt nicht selbst verschaffen und denselben auch von anderen Privatpersonen, welche nach besonderen Gesezen dazu verpflichtet sind, nicht erhalten können“

Steinberg verfasste außerdem einige Gedächtnispredigten, u. a. für Carl Hildebrand von dem Borne, Isaac Leveaux, Karl Konrad Achenbach Christian Friedrich von Bartholdi, Johann Georg Westerwald und Daniel Ernst Jablonski.
Er war verheiratet mit Juliane Elisabeth Lincker, als Sohn ist Ludwig Steinberg überliefert.

## Werke (Auswahl)
- Der in 12 Passions-Predigten unter dem Vorbild Cains und Abels fürgestellte Bruder-Mord der Juden an dem unschuldigen Jesus. latein. Andreae (Verlag). Herborn 1694.
- Der Tod und das Leben der Wiedergeborenen in der Gemeinschaft Jesu Christi versiegelt durch die heilige Taufe , bei der Taufe eines aus dem Judenthum bekehrten Christen am Ostermontage 1708 in Cüstrin aus Röm
- Das wahre Leben der Seele und des Leibes nach dem Tod, 1714